# Sweet Grass County
Sweet Grass County ist ein County im US-Bundesstaat Montana. Der Sitz der Countyverwaltung (County Seat) befindet sich in Big Timber.

## Demografische Daten
Nach der Volkszählung im Jahr 2000 lebten im County 3.609 Menschen. Es gab 1.476 Haushalte und 987 Familien. Die Bevölkerungsdichte betrug 1 Einwohner pro Quadratkilometer. Ethnisch betrachtet setzte sich die Bevölkerung zusammen aus 96,98 % Weißen, 0,06 % Afroamerikanern, 0,55 % amerikanischen Ureinwohnern, 0,33 % Asiaten, 0,03 % Bewohnern aus dem pazifischen Inselraum und 0,75 % aus anderen ethnischen Gruppen; 1,30 % stammten von zwei oder mehr ethnischen Gruppen ab. 1,50 % der Bevölkerung waren spanischer oder lateinamerikanischer Abstammung.
Von den 1.476 Haushalten hatten 30,80 % Kinder und Jugendliche unter 18 Jahre, die bei ihnen lebten. 60,00 % waren verheiratete, zusammenlebende Paare, 4,50 % waren allein erziehende Mütter. 33,10 % waren keine Familien. 28,90 % waren Singlehaushalte und in 14,20 % lebten Menschen im Alter von 65 Jahren oder darüber. Die Durchschnittshaushaltsgröße betrug 2,41 und die durchschnittliche Familiengröße lag bei 3,00 Personen.
Auf das gesamte County bezogen setzte sich die Bevölkerung zusammen aus 26,00 % Einwohnern unter 18 Jahren, 5,30 % zwischen 18 und 24 Jahren, 24,70 % zwischen 25 und 44 Jahren, 26,40 % zwischen 45 und 64 Jahren und 17,60 % waren 65 Jahre alt oder darüber. Das Durchschnittsalter betrug 41 Jahre. Auf 100 weibliche Personen kamen 99,50 männliche Personen, auf 100 Frauen im Alter ab 18 Jahren kamen statistisch 98,10 Männer.
Das jährliche Durchschnittseinkommen eines Haushalts betrug 32.422 USD, das Durchschnittseinkommen der Familien betrug 38.750 USD. Männer hatten ein Durchschnittseinkommen von 28.385 USD, Frauen 17.245 USD. Das Prokopfeinkommen betrug 17.880 USD. 11,40 % der Bevölkerung und 9,00 % der Familien lebten unterhalb der Armutsgrenze. 15,10 % davon waren unter 18 Jahre und 9,10 % waren 65 Jahre oder älter.

## Geschichte
Acht Bauwerke und Stätten des Countys sind im National Register of Historic Places eingetragen (Stand 9. Februar 2018).

## Orte im Sweet Grass County
Citys
| - Big Timber |

Census-designated places (CDP)
| - Greycliff |

Unincorporated Communitys
| - Carney - McLeod - Melville - Quebec - Sourdough |

## Sehenswürdigkeiten
- Melville Lutheran Church, Kirche der ältesten lutherischen Gemeinde Montanas.